# Stazio Rufino
Stazio Rufino (latino: Statius Rufinus; fl. 308-309) è stato un politico romano di età imperiale.
Il Cronografo del 354 lo attesta in carica come Praefectus urbi di Roma tra il 13 aprile 308 e il 30 ottobre 309; fu nominato dall'usurpatore Massenzio, che in quel periodo controllava Roma.